# 伊姆火山
伊姆火山是一座位於印度尼西亞蘇門答臘北蘇門答臘省的火山，該火山類型為熔岩錐，由英安岩與流紋岩組成。該火山在多巴湖南方20（12英里），但由於與多巴湖較近，關於伊姆火山的訊息較少人知。